# گلف‌تاون (پردازنده)
اینتل کور آی۹ (به انگلیسی: Intel Core i9) با نام اصلی گلف‌تاون (به انگلیسی: Gulftown) نام یک گروه از پردازنده‌های ۶ هسته‌ای شرکت اینتل است. این پردازنده‌ها به مانند نمونهٔ قبلی آنها (آی۷) از چیپست Intel X58 استفاده می‌کند و با مادربوردهایی که Core i7 را پشتیبانی میکنند سازگاری دارد. به همین منظور امکان ارتقای این سیستم‌ها وجود دارد.
INTEL CORE I9 14900K GEN
قیمت این پروسسور ۹۶ میلیون تا ۱۲۶ میلیون تومان قابل دریافت یا خرید می باشد.